# Copa Heliodoro Rodríguez López
La Copa Heliodoro Rodríguez López es una competición futbolística anual que enfrenta a los equipos de la Provincia de Santa Cruz de Tenerife que militan en categoría Regional, Preferente y Tercera División que voluntariamente se inscriban. Fue creada en 1949 disputándose desde entonces excepto en la temporada 1952-53. La organiza la Federación Interinsular de Fútbol de Tenerife y, actualmente, la final se disputa a un solo partido en el Estadio Heliodoro Rodríguez López. El torneo, que goza de cierto prestigio en las islas, lleva el nombre de Heliodoro Rodríguez López.Desde 2023 se organiza la edición femenina, en la que también participan equipos de Tercera RFEF, Preferente y Regional.

## Sistema de competición
Esta competición se desarrolla en tres fases, agrupándose los equipos por proximidad geográfica en tantos grupos como lo requiera el número de clubes inscritos. Se ha de procurar que en cada grupo figure al menos un cabeza de serie, utilizándose para ello a los clubes de Primera Interinsular.
En la primera fase participan los equipos de Primera y Segunda regional, jugándose por un sistema de liga, a una sola vuelta, computándose tres puntos por encuentro ganado, uno por cada empate y ninguno en las derrotas. Se clasifica para la siguiente fase los campeones de los diferentes grupos.
La segunda fase la disputan los campeones de los grupos de la fase anterior y los clubes de Preferente que deseen participar. Esta eliminatoria se juega, previo sorteo, a partido único a disputar en el campo del equipo de menor categoría. De emparejarse dos equipos de una misma categoría, el mismo sorteo determinará donde se celebrará. 
Los vencedores de la segunda ronda disputan la tercera fase junto con los equipos de Tercera División que se hayan inscrito. Ésta será de nuevo a partido único como la fase anterior hasta llegar a cuartos de final, momento en el que las eliminatorias pasan a disputarse a doble partido. Por último la final se disputa a partido único en el estadio Heliodoro Rodríguez López de la capital tinerfeña.

## Edición masculina

### Historial de finales

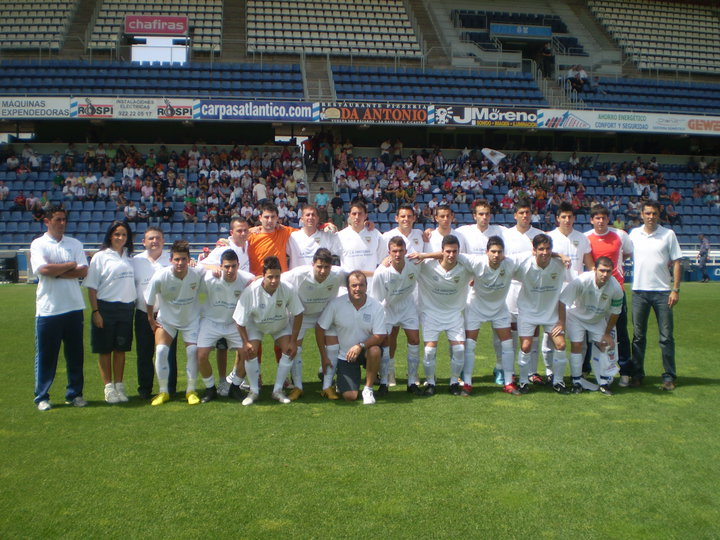
Plantilla de la Unión Deportiva Orotava que se proclamó campeona de la Copa Heliodoro en 2010.

| Temporada | Campeón                         | Resultado     | Subcampeón                      |
| --------- | ------------------------------- | ------------- | ------------------------------- |
| 1949/50   | Real Unión de Tenerife          | 0-0           | Club Deportivo Price            |
| 1950/51   | Club Deportivo Tenerife         | 6-0 y 0-1     | Club Deportivo Arenas           |
| 1951/52   | Club Deportivo Norte            | 1-0 y 1-1     | Club Deportivo Tenerife         |
| 1952/53   | No se disputó                   | No se disputó | No se disputó                   |
| 1953/54   | Club Deportivo Tenerife         | 3-2           | Unión Deportiva Orotava         |
| 1954/55   | Real Unión de Tenerife          | 3-2 y 2-0     | Unión Deportiva Orotava         |
| 1955/56   | Club Deportivo Arenas           | 1-0           | Real Unión de Tenerife          |
| 1956/57   | Real Unión de Tenerife          | 2-1           | Club Deportivo San Andrés       |
| 1957/58   | Unión Deportiva Orotava         | 5-2           | Club Deportivo San Andrés       |
| 1958/59   | Real Unión de Tenerife          | 3-2           | Club Deportivo Toscal           |
| 1959/60   | Real Unión de Tenerife          | 4-0           | Club Deportivo Toscal           |
| 1960/61   | Club Deportivo Toscal           | 1-2           | Real Unión de Tenerife          |
| 1961/62   | Real Unión de Tenerife          | 6-0           | Club Deportivo Puerto Cruz      |
| 1962/63   | Club Deportivo Juventud Silense | 3-0           | Unión Deportiva Realejos        |
| 1963/64   | Club Deportivo Puerto Cruz      | 0-0 y 3-0     | Unión Deportiva Orotava         |
| 1964/65   | Unión Deportiva Tacoronte       | 2-1           | Club Deportivo Puerto Cruz      |
| 1965/66   | Unión Deportiva Orotava         | 1-0           | Club Deportivo Puerto Cruz      |
| 1966/67   | Club Deportivo Puerto Cruz      | 1-0           | Real Unión de Tenerife          |
| 1967/68   | Club Deportivo Puerto Cruz      |               | Unión Deportiva Tacoronte       |
| 1968/69   | Tenerife Aficionado             | 2-1           | Toscal Club de Fútbol           |
| 1969/70   | Club Deportivo Puerto Cruz      | 2-1           | Sociedad Deportiva Tenisca      |
| 1970/71   | Unión Deportiva Orotava         | 1-0           | Sociedad Deportiva Tenisca      |
| 1971/72   | Club Deportivo Puerto Cruz      | 2-1           | Unión Deportiva Orotava         |
| 1972/73   | Toscal Club de Fútbol           | 4-1           | Unión Deportiva Orotava         |
| 1973/74   | Unión Deportiva Orotava         |               | Aceró Club de Fútbol            |
| 1974/75   | Club Deportivo San Andrés       | 2-0           | Unión Tejina                    |
| 1975/76   | Unión Deportiva Orotava         | 2-1           | Sociedad Deportiva Tenisca      |
| 1976/77   | Club Deportivo Puerto Cruz      | 1-0           | Sociedad Deportiva Tenisca      |
| 1977/78   | Club Deportivo San Andrés       | 2-1           | Club Deportivo Marino           |
| 1978/79   | Unión Deportiva Orotava         | 1-0           | Sociedad Deportiva Tenisca      |
| 1979/80   | Club Deportivo Marino           | 4-0           | Unión Deportiva Orotava         |
| 1980/81   | Unión Deportiva Icodense        | 2-1           | Unión Deportiva Tacoronte       |
| 1981/82   | Unión Deportiva Tacoronte       | 1-0           | Club Deportivo Juventud Silense |
| 1982/83   | Club Deportivo Mensajero        | 1-0           | Unión Deportiva Icodense        |
| 1983/84   | Tenerife Aficionado             | 3-1           | Club Deportivo Victoria         |
| 1984/85   | Club Deportivo Vera             | 0-0 (p. 4-2)  | Club Deportivo Juventud Silense |
| 1985/86   | Atlético Arona                  | 2-1           | Club Deportivo Portezuelo       |
| 1986/87   | Club Deportivo I´Gara           | 1-1           | Águilas Atlético                |
| 1987/88   | Tenerife Aficionado             | 0-0           | Club Deportivo I´Gara           |
| 1988/89   | Unión Deportiva Realejos        | 1-0           | Club Deportivo I´Gara           |
| 1989/90   | Unión Deportiva Güímar          | 2-0           | Club Deportivo Gara             |
| 1990/91   | Real Unión de Tenerife          | 0-0           | Unión Deportiva Cruz Santa      |
| 1991/92   | Unión Deportiva Orotava         | 3-0           | Unión Deportiva Realejos        |
| 1992/93   | Unión Deportiva Realejos        | 3-0           | Atlético Arona                  |
| 1993/94   | Unión Deportiva Orotava         | 2-1           | Club Deportivo San Andrés       |
| 1994/95   | Unión Deportiva Orotava         | 3-2           | Atlético Arona                  |
| 1995/96   | Atlético Arona                  | 2-0           | Club Deportivo San Miguel       |
| 1996/97   | Sociedad Deportiva Tenisca      | 2-1           | Club Deportivo Tenerife B       |
| 1997/98   | Unión Deportiva Realejos        | 1-0           | Club Deportivo San Isidro       |
| 1998/99   | Club Deportivo San Isidro       | 3-1           | Unión Deportiva Orotava         |
| 1999/00   | Club Deportivo San Isidro       | 2-0           | Unión Deportiva Orotava         |
| 2000/01   | Club Deportivo Valeriana        | 1-1           | Club Deportivo San Isidro       |
| 2001/02   | Club Deportivo Tenerife B       | 2-0           | Sociedad Deportiva Tenisca      |
| 2002/03   | Club Deportivo Tenerife B       | 2-1           | Club Deportivo Valeriana        |
| 2003/04   | Unión Tejina                    | 1-1 (p. 4-3)  | Asociación Deportiva Laguna     |
| 2004/05   | Asociación Deportiva Laguna     | 6-1           | Unión Deportiva Frontera        |
| 2005/06   | Unión Deportiva Las Zocas       | 0-0           | Sociedad Deportiva Tenisca      |
| 2006/07   | Club Deportivo Mensajero        | 2-1           | Club Deportivo San Isidro       |
| 2007/08   | Club Deportivo Tenerife B       | 1-1 (p. 6-5)  | Unión Deportiva Los Llanos      |
| 2008/09   | Club Deportivo Tenerife B       | 0-0 (p. 5-4)  | Unión Deportiva Las Zocas       |
| 2009/10   | Unión Deportiva Orotava         | 0-0 (p. 4-2)  | Club Deportivo Victoria         |
| 2010/11   | Club Atlético Granadilla        | 1-0           | Club Deportivo Marino           |
| 2011/12   | Club Deportivo Marino           | 3-1           | Sociedad Deportiva Tenisca      |
| 2012/13   | Club Deportivo Mensajero        | 3-0           | Club Deportivo Valeriana        |
| 2013/14   | Club Deportivo Mensajero        | 1-0           | Club Deportivo Buzanada         |
| 2014/15   | Club Deportivo Tenerife B       | 2-0           | Club Deportivo Mensajero        |
| 2015/16   | Sociedad Deportiva Tenisca      | 3-0           | Club Deportivo Buzanada         |
| 2016/17   | Club Deportivo Buzanada         | 0-0 (p. 7-6)  | Unión Deportiva Ibarra          |
| 2017/18   | Club Deportivo Mensajero        | 4-0           | Unión Deportiva Icodense        |
| 2018/19   | Club Deportivo Mensajero        | 1-1           | Club Atlético Victoria          |
| 2022/23   | Unión Deportiva Ibarra          | 1-0           | Club Deportivo Santa Úrsula     |
| 2023/24   | Club Deportivo Tenerife B       | 5-0           | Atlético Unión Güímar           |
| 2024/25   | Club Deportivo Marino           | 2-0           | Club Deportivo Tenerife C       |

### Palmarés
| Equipo                    | Títulos | Subcampeón | Finales |
| ------------------------- | ------- | ---------- | ------- |
| U.D.Orotava               | 10      | 8          | 18      |
| R.Unión Tenerife          | 7       | 3          | 10      |
| C.D.Puerto Cruz           | 6       | 3          | 9       |
| C.D.Mensajero             | 6       | 1          | 7       |
| C.D.Tenerife B            | 6       | 1          | 7       |
| C.D.Marino                | 3       | 2          | 5       |
| U.D.Realejos              | 3       | 2          | 5       |
| Tenerife Aficionado       | 3       | 0          | 3       |
| S. D. Tenisca             | 2       | 8          | 10      |
| Toscal C.F.               | 2       | 3          | 5       |
| C.D.San Andrés            | 2       | 3          | 5       |
| C.D.San Isidro            | 2       | 3          | 5       |
| U.D.Tacoronte             | 2       | 2          | 4       |
| At.Arona                  | 2       | 2          | 4       |
| C.D.Tenerife              | 2       | 1          | 3       |
| C.D.Juventud Silense      | 1       | 2          | 3       |
| C.D.I'Gara                | 1       | 2          | 3       |
| C.D.Valeriana             | 1       | 2          | 3       |
| C.D.Buzanada              | 1       | 2          | 3       |
| U.D.Icodense              | 1       | 2          | 3       |
| C.D.Arenas                | 1       | 1          | 2       |
| C.D.Laguna                | 1       | 1          | 2       |
| Unión Tejina              | 1       | 1          | 2       |
| U.D.Las Zocas             | 1       | 1          | 2       |
| U.D. Ibarra               | 1       | 1          | 2       |
| U.D.Güímar                | 1       | 1          | 2       |
| C.D.Norte                 | 1       | 0          | 1       |
| C.D.Vera                  | 1       | 0          | 1       |
| C.At.Granadilla           | 1       | 0          | 1       |
| C.D.Victoria              | 0       | 2          | 2       |
| C.D.Price                 | 0       | 1          | 1       |
| Aceró C.F.                | 0       | 1          | 1       |
| C.D.Portezuelo            | 0       | 1          | 1       |
| C.D.Gara                  | 0       | 1          | 1       |
| U.D.Cruz Santa            | 0       | 1          | 1       |
| C.D.San Miguel            | 0       | 1          | 1       |
| U.D.V. Frontera           | 0       | 1          | 1       |
| U.D. Los Llanos           | 0       | 1          | 1       |
| C.D. Santa Úrsula         | 0       | 1          | 1       |
| A.U. Güímar               | 0       | 1          | 1       |
| Club Deportivo Tenerife C | 0       | 1          | 1       |

| Equipo                    | Títulos | Subcampeón | Finales |
| ------------------------- | ------- | ---------- | ------- |
| Atlético Unión Güímar     | 1       | 0          | 1       |
| Fundación C.D. Tenerife B | 0       | 1          | 1       |